# Weverij de Ploeg
Weverij 'de Ploeg' was een weverij te Bergeijk die op idealistische gronden werd opgericht. De weverij is bekend om haar karakteristieke gordijn-, meubel- en kledingstoffen en het fabrieksgebouw naar ontwerp van Gerrit Rietveld, met tuinen ontworpen door landschapsarchitect Mien Ruys.

## Geschiedenis van de organisatie
De Coöperatieve Productie- en Verbruikersvereniging de Ploeg werd opgericht in 1923, oorspronkelijk als landbouwcoöperatie, die geïnspireerd was door socialistische maar ook sociaal-anarchistische idealen, verwant aan die van Frederik van Eeden. Een van de oprichters was Willem van Malsen, die in 1918 bij Philips was ontslagen, nadat hij in de kantine het christelijk-sociale blad Opwaarts waagde te verspreiden. Een ander was Carl Hijner, zoon van kunstschilder Arend Hijner. Deze had te Best 25 ha heide geërfd en door schenkingen groeide het bezit uit tot 143 ha. De eerste groep pioniers bestond uit 9 mensen. De kolonie sloot zich in 1921 aan bij de vereniging Gemeenschappelijk Grondbezit. In 1927 werd het geheel gecompleteerd met een rode drukkerij, die het Revolutionair Maandblad De Typhoon uitgaf voor Zuid-Nederland en Vlaanderen, alwaar, aldus het blad, de gemoederen nog steeds worden beheerscht door een door eeuwen gegroeiden ijzeren machts-dwang, die men Roomsch-Katholieke Kerk noemt.
De vereniging wilde in Best ook een weverij starten, maar het lukte niet om voldoende kapitaal daarvoor te verwerven. Ook het verloop in de gemeenschap was erg groot. Willem van Malsen trok in 1921 naar Bergeijk om daar een vegetarisch herstellingsoord te beginnen. De landbouwcommune in Best heeft het nog uitgehouden tot 1930, na de nodige incidenten te hebben meegemaakt.
In Bergeijk werd als onderdeel van de coöperatieve in 1923 een weverij gestart. Deze produceerde huishoudtextiel, maar dit bleek onvoldoende winstgevend; de weverij werd in 1925 alweer opgeheven. De handel in textiel van andere fabrikanten was wel succesvol, en deze werd rond 1928 uitgebreid met woningtextiel, dat De Ploeg door andere weverijen liet produceren.
Na de Tweede Wereldoorlog, met de massale productie van nieuwe woningen, ontstond een grote vraag naar meubel- en woningstoffen, waar het bedrijf op inspeelde door ook producten uit eigen weverij te gaan verhandelen. Door de stijgende productie groeide de nood aan uitbreiding, en daarom werd in de jaren 1950 een nieuw fabrieksgebouw gepland naar ontwerp van Gerrit Rietveld. Tevens richtte Weverij De Ploeg in de oorlogsjaren ook het later bekende meubelbedrijf Spectrum op.
Er volgde vanaf circa 1970 een periode van teruggang, waarin de fabriek steeds bedrijfsmatiger en zakelijker ging functioneren. De Ploeg BV kwam in 1991 in handen van Vescom BV te Deurne, het telde toen nog 150 werknemers. De nieuwe eigenaar reorganiseerde snel: in 1993 verdwenen 32 van de 120 overgebleven arbeidsplaatsen. Na de overname in 2007 door Hunter Douglas werd de Ploeg gesloten. De productie werd overgebracht naar Gerns & Gahler in Duitsland,29 werknemers moesten meeverhuizen of werden ontslagen, terwijl 23 medewerkers werden overgeplaatst naar de Artex-fabrieken van Hunter Douglas te Aarle-Rixtel. Artex maakt raambekledingen zoals rolgordijnen. De Ploeg werd daarmee een Artex-merk.

## Fabrieksgebouw

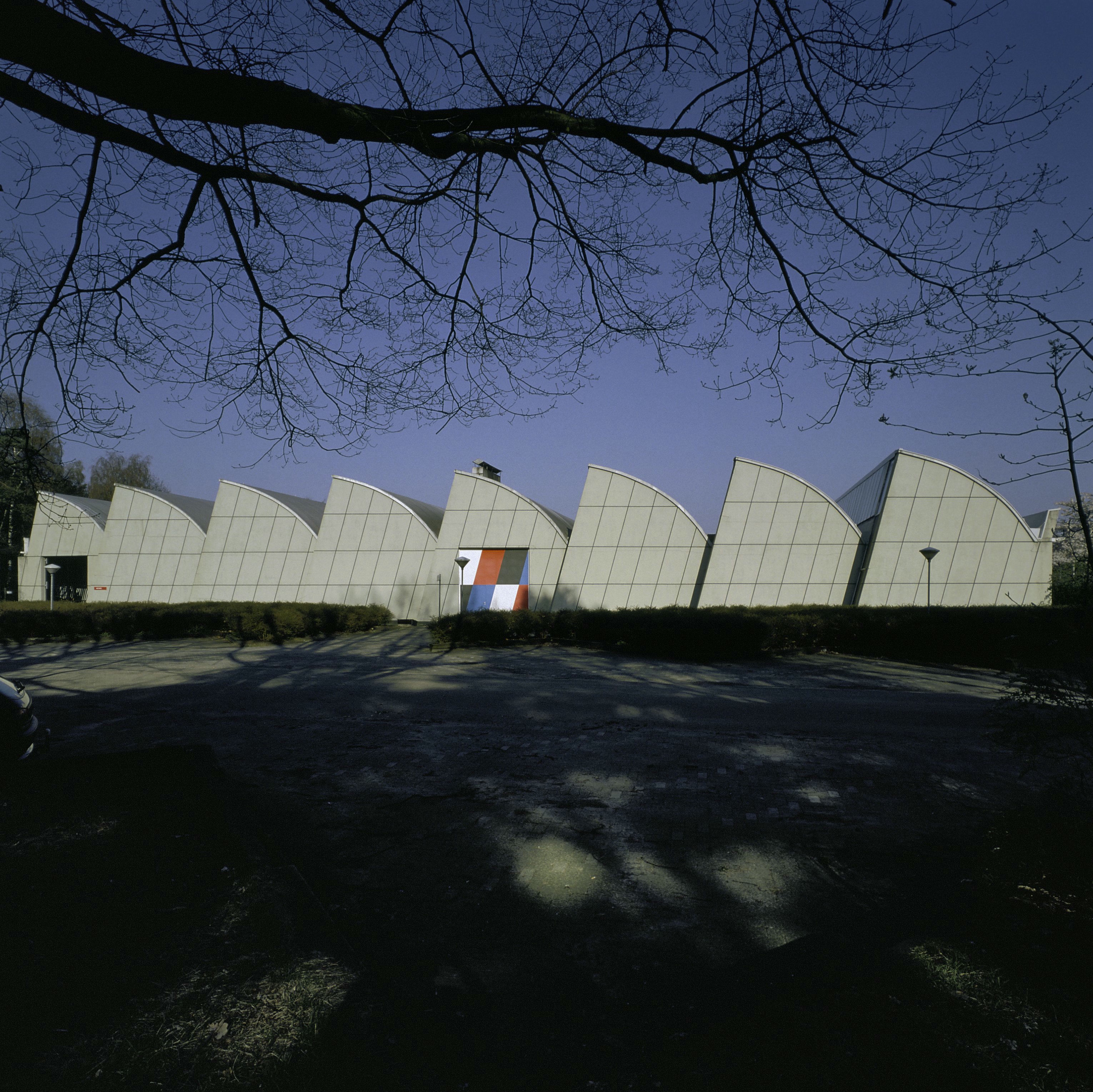
Westgevel met schuine betonplaten die de dakstructuur volgen
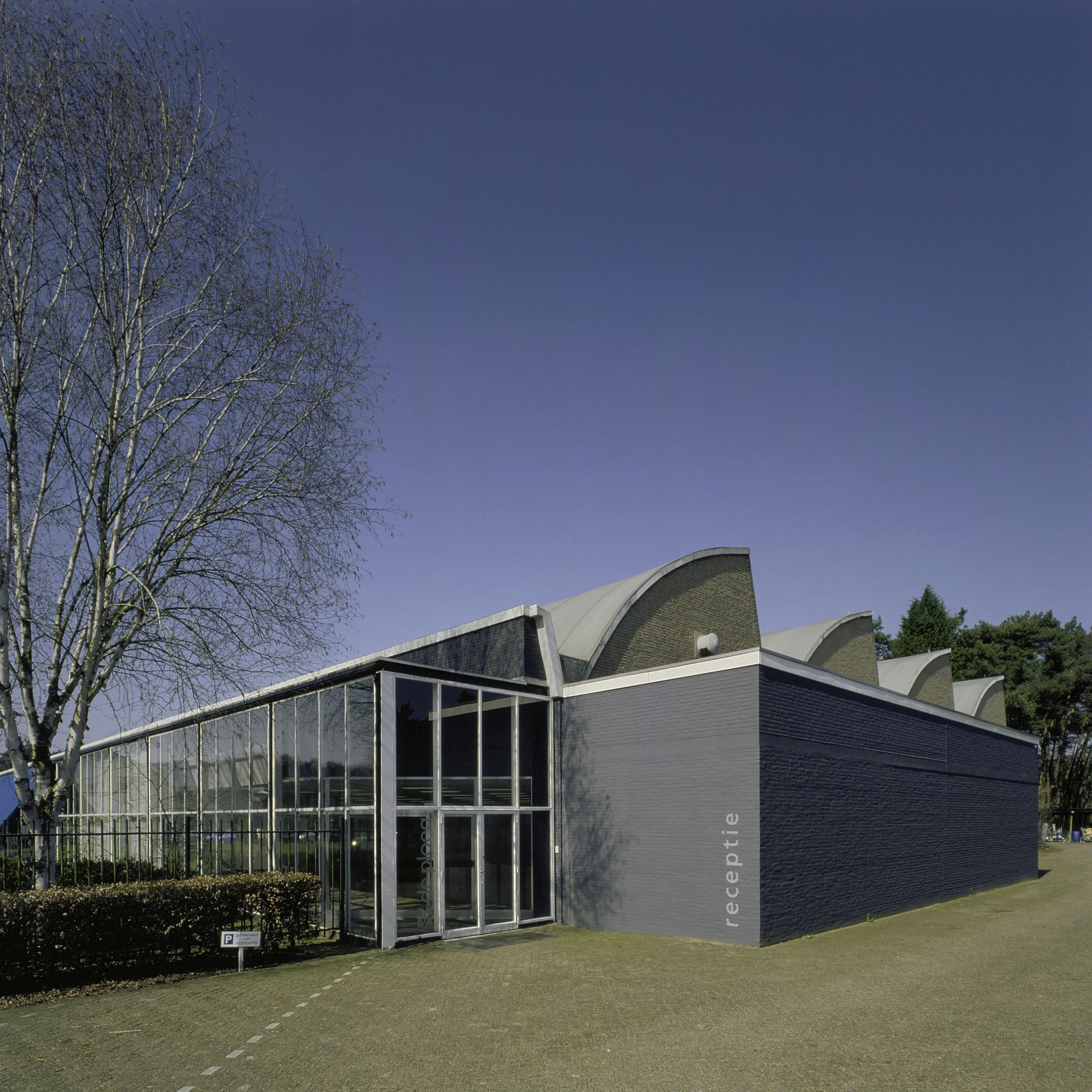
Entree met receptie van het gebouw
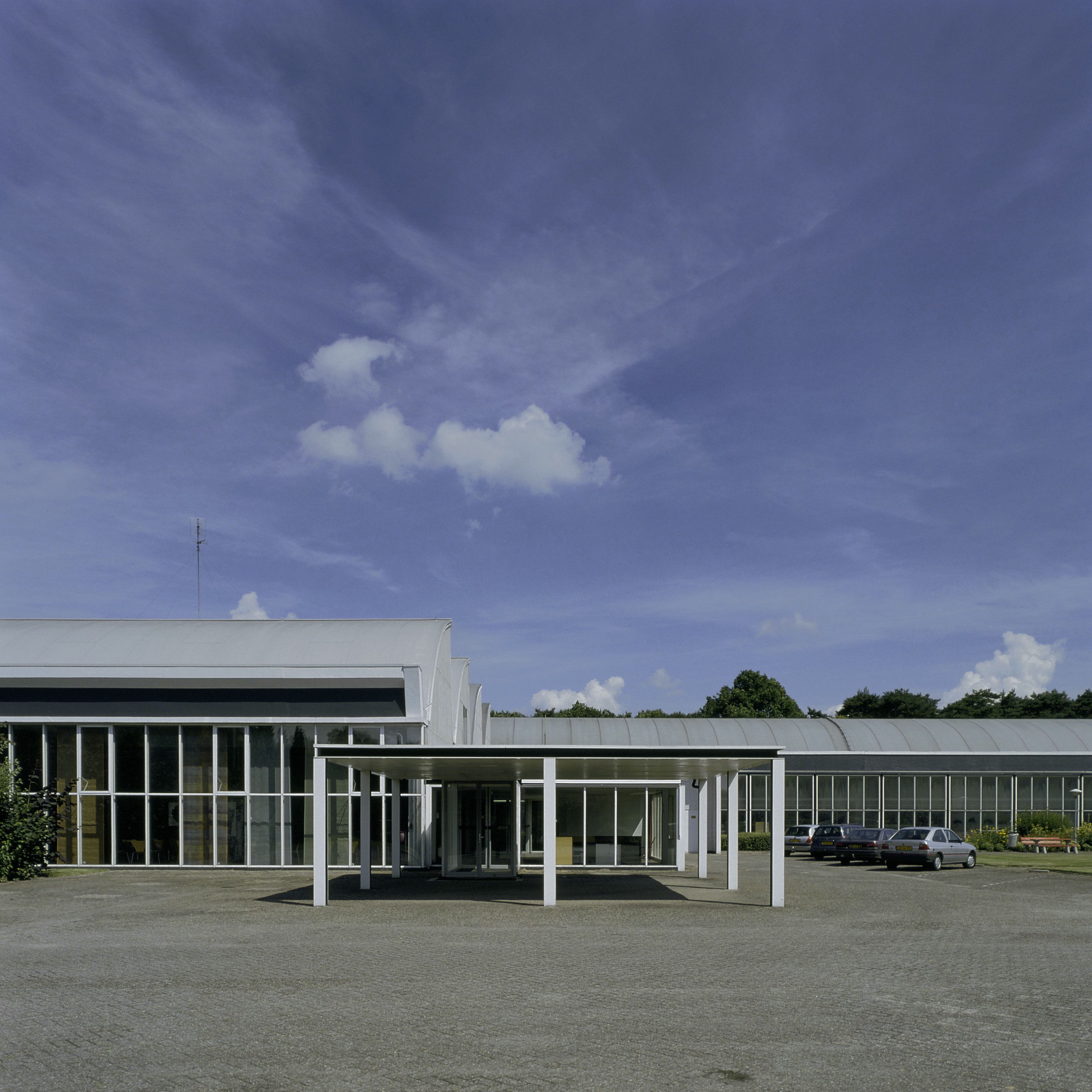
Overzicht van de hoofdentree, vooraanzicht
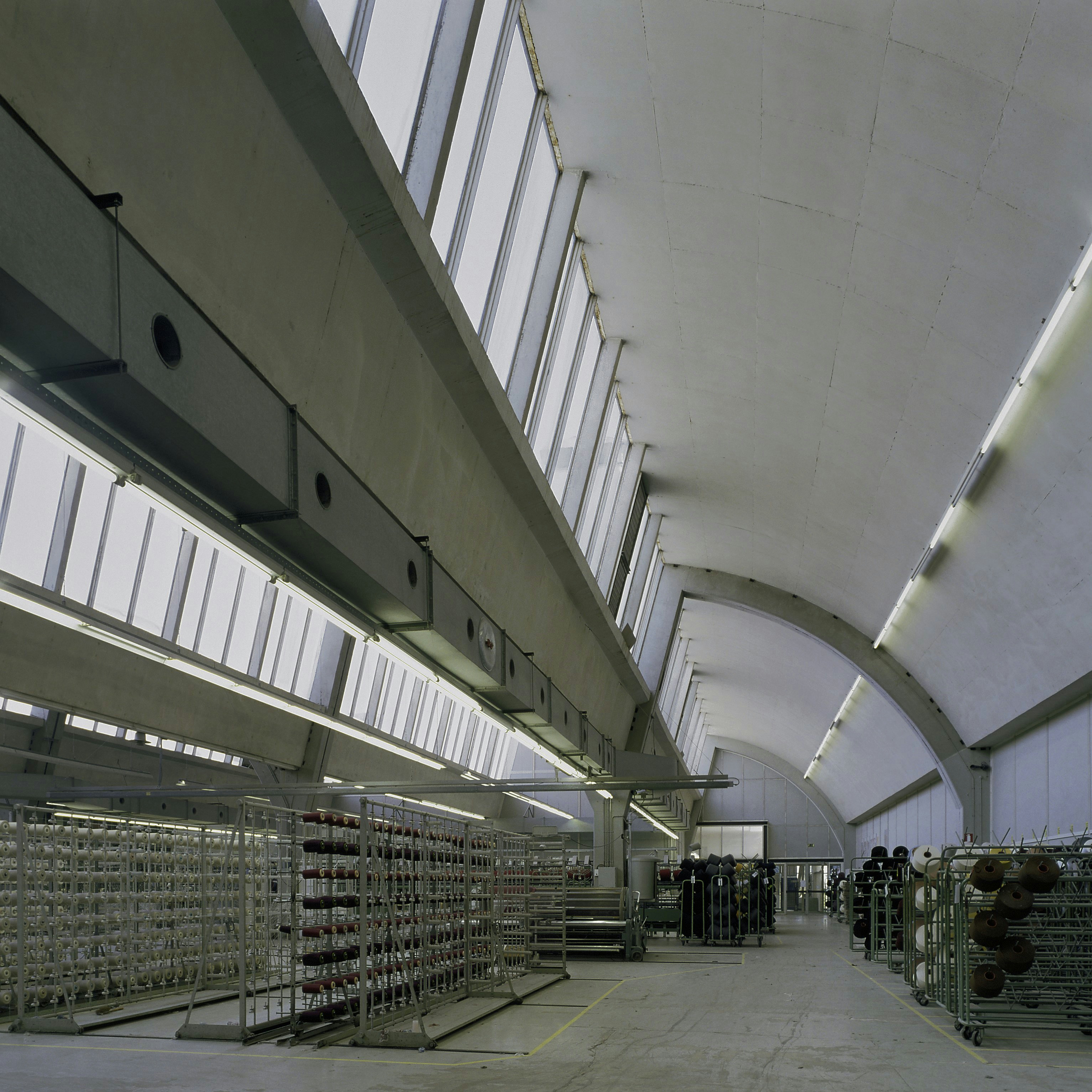
Interieur van de fabrieksruimte met gebogen sheddakenconstructie

Het markante fabrieksgebouw van Weverij de Ploeg in Bergeijk werd ontworpen door Gerrit Rietveld en in 1958 in gebruik genomen, terwijl Mien Ruys het landschapspark om de fabriek vorm heeft gegeven. Het was het eerste ontwerp van Rietveld voor een fabrieksgebouw. Ir. G. Beltman, gespecialiseerd in de bouw van textielfabrieken, bood technisch advies. Het gebouw moest, overeenkomstig de idealen van De Ploeg, een optimaal werkklimaat aanbieden, in harmonie met de bosrijke omgeving. Het park bij het gebouw, ongeveer 120.000 m² groot, diende ter ontspanning voor de werknemers.
Het fabrieksgebouw valt op door zijn acht karakteristieke gebogen sheddaken: vier langere en vier kortere sheds. Ze zijn opgetrokken uit geavanceerd voorgespannen beton (gebouwd met het toen vooruitstrevende Zeiss-Dywidagsysteem) en zijn slechts 7 centimeter dik. De maatvoering van het gebouw is volgens het Form follows function-principe afgestemd op de breedte van de weefgetouwen. De ritmische westgevel bestaat uit schuine wanden van betonplaat, die de kanteling van de daken volgen. Bij andere gevels zijn stalen kozijnen met dubbel glas en ijzeren roosters toegepast.
Bij het ontwerp van de tuin wilde landschapsarchitect Mien Ruys aanvankelijk het bestaande landschap zoveel mogelijk behouden, maar bij de bouw werd het terrein toch sterk geëgaliseerd. De vlakverdeling en het lijnenspel in de tuin is verwant aan de vormentaal van De Stijl. Ruys behield een deel van het bestaande bos, waardoor het strakke, lichte gebouw contrasteert met de donkere bomen op de achtergrond. Tijdens het hele ontwerpproces werkten de constructeurs, Rietveld en Ruys nauw samen; op aanwijzing van Mien Ruys werd de plattegrond van de fabriek zelfs gespiegeld ten opzichte van het eerste ontwerp.
Het fabrieksgebouw en de bijbehorende tuin bleven behouden na de sluiting van de weverij in 2007. Het gebouw werd verkocht aan de Eindhovense woningcorporatie Wooninc. In februari 2008 werden gebouw en tuin aangewezen als rijksmonument en het fabrieksgebouw is tevens onderdeel van de Top 100 Nederlandse monumenten 1940-1958.

## Ploegstoffen
De woning- en meubelstoffen van Weverij de Ploeg stonden bekend om hun hoge technische kwaliteit en esthetische vormgeving, met moderne dessins. Ze zouden erg bekend en populair worden onder de naam Ploegstoffen.

### Voor de Tweede Wereldoorlog
Voor de Tweede Wereldoorlog verkocht De Ploeg woningtextiel dat geproduceerd werd door andere weverijen. De weefsels hadden een eenvoudige structuur en werden gemaakt naar ontwerp van bevriende kunstenaars uit de kring van de coöperatie. De meest voorkomende types waren Dobby (textiel met fijne, ingeweven geometrische motieven), Colora (met grote ingeweven kleurblokken) en dambordmotieven. De vormgeving van de stoffen sloot aan bij nieuwe ideeën uit de binnenhuisarchitectuur vanaf de jaren 1920: het nieuwe bouwen. Het textiel was bedoeld voor de heldere, efficiënt ingerichte, eenvoudige woningen in deze bouwstijl. De stoffen moesten spaarzaam toegepast worden, zodat zonlicht en frisse lucht de overhand zouden hebben.

### Na de Tweede Wereldoorlog
Aanvankelijk bereikte deze vernieuwende manier van wonen slechts een klein publiek. Na de Tweede Wereldoorlog, in de wederopbouwperiode, zou het nieuwe bouwen echter op grote schaal toegepast worden, en de opvattingen ervan vonden wel aansluiting bij het brede publiek. Daarom ging De Ploeg ook producten in eigen weverij ontwikkelen. Ontwerper Frits Wichard maakte in deze periode vooral ontwerpen voor de externe leveranciers, Nico Daalder voor de eigen weverij.
Daalder ontwierp aanvankelijk vooral weefsels met eenvoudige, gestileerde patronen. Geleidelijk bracht het bedrijf meer bedrukte stoffen uit, met ontwerpen van Frits Wichard en van kunstenaars die op freelance basis voor De Ploeg werkten. Johan van Loon stond in de jaren 1950 bekend voor eenvoudige patronen in pasteltinten en Carel Visser maakte geometrische dessins in die periode. De vroege jaren 1960 werden onder andere gekenmerkt door gestreepte weefstoffen en de los geaquarelleerde motieven van Ulf Moritz. Eind jaren '60 en begin jaren '70 bracht De Ploeg psychedelische patronen, ruwe boerenstoffen, felle popartmotieven en wilde natuurprints. Vanaf het einde van de jaren 1970 keerde het tij voor de weverij.

Door de jaren heen bracht De Ploeg stoffen op de markt naar ontwerp van onder andere Wolf Bauer, Gerhard Belgraver, Barbara Broekman, Frans Dijkmeijer, Klaus Dombrowski, Ruth Etter, Ulf Moritz, Els Schobre, Therese Squires, Niko Hoebe, Joke van der Heijden, Johan van Loon, Willem Witteveen, Inez Züst en Diek Zweegman. Ook meubels van designfabrikant het Spectrum, onder andere ontwerpen van Martin Visser, werden vaak met Ploegstoffen bekleed.

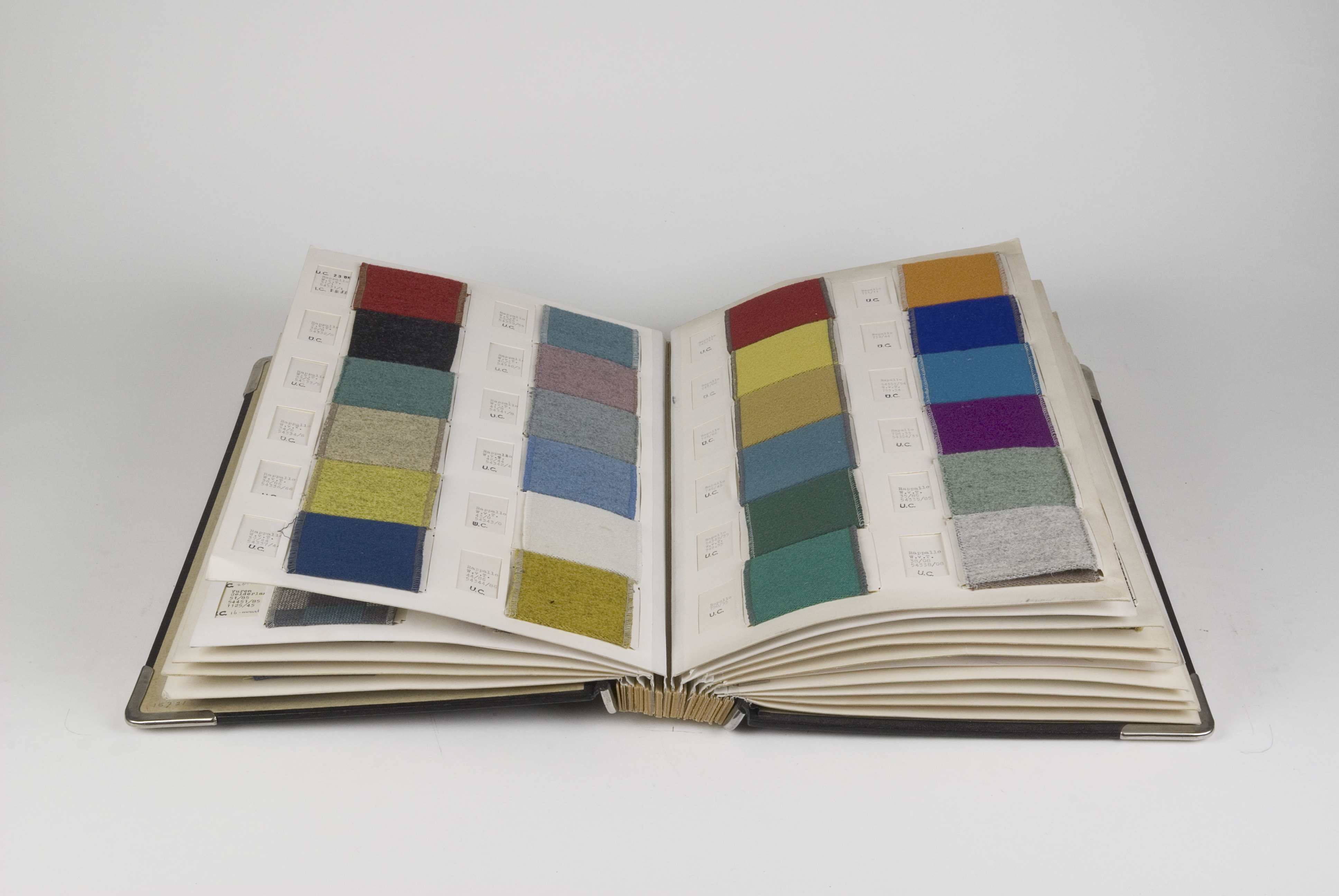
Meubelstoffen 1954-55
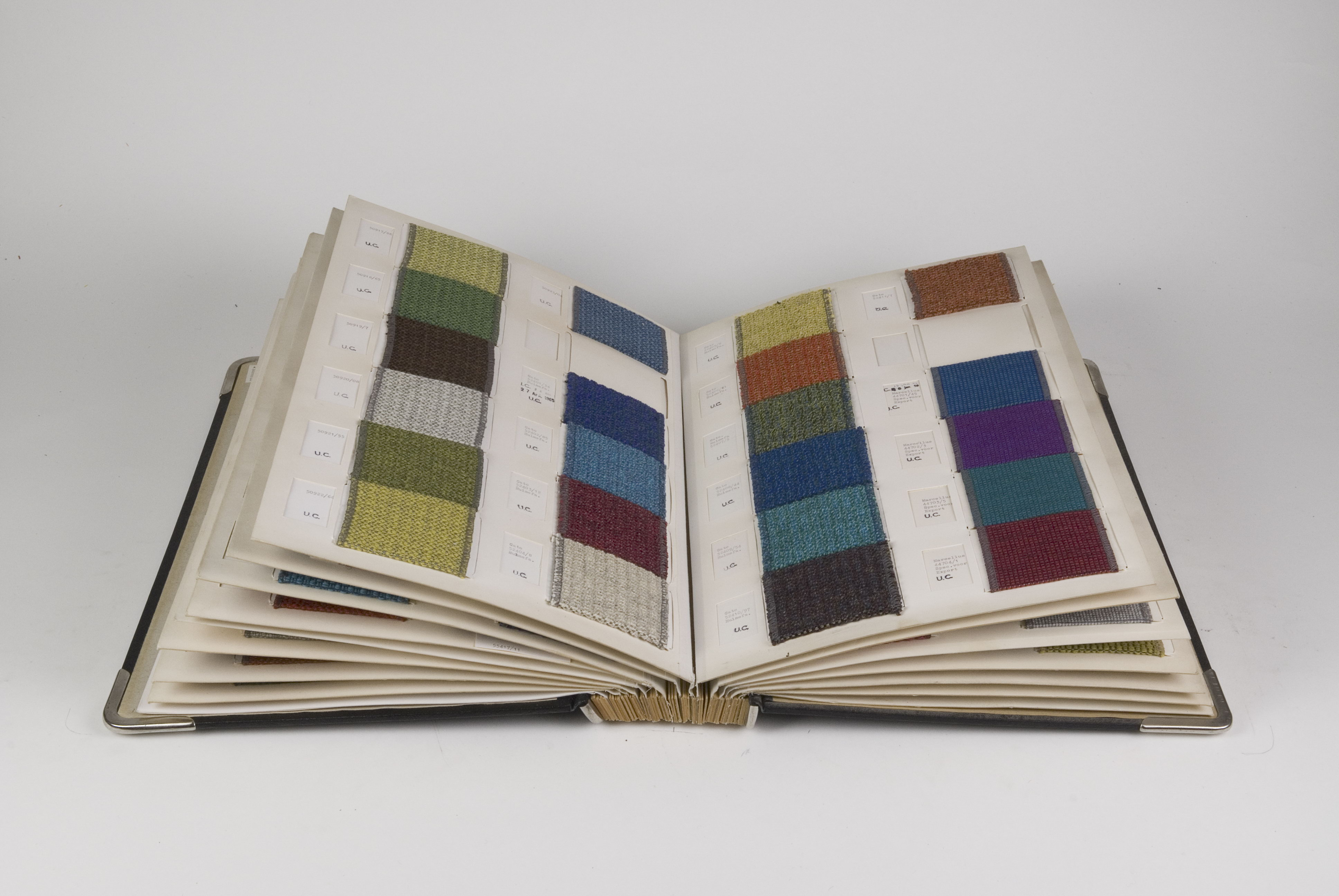
Meubelstoffen, 1959
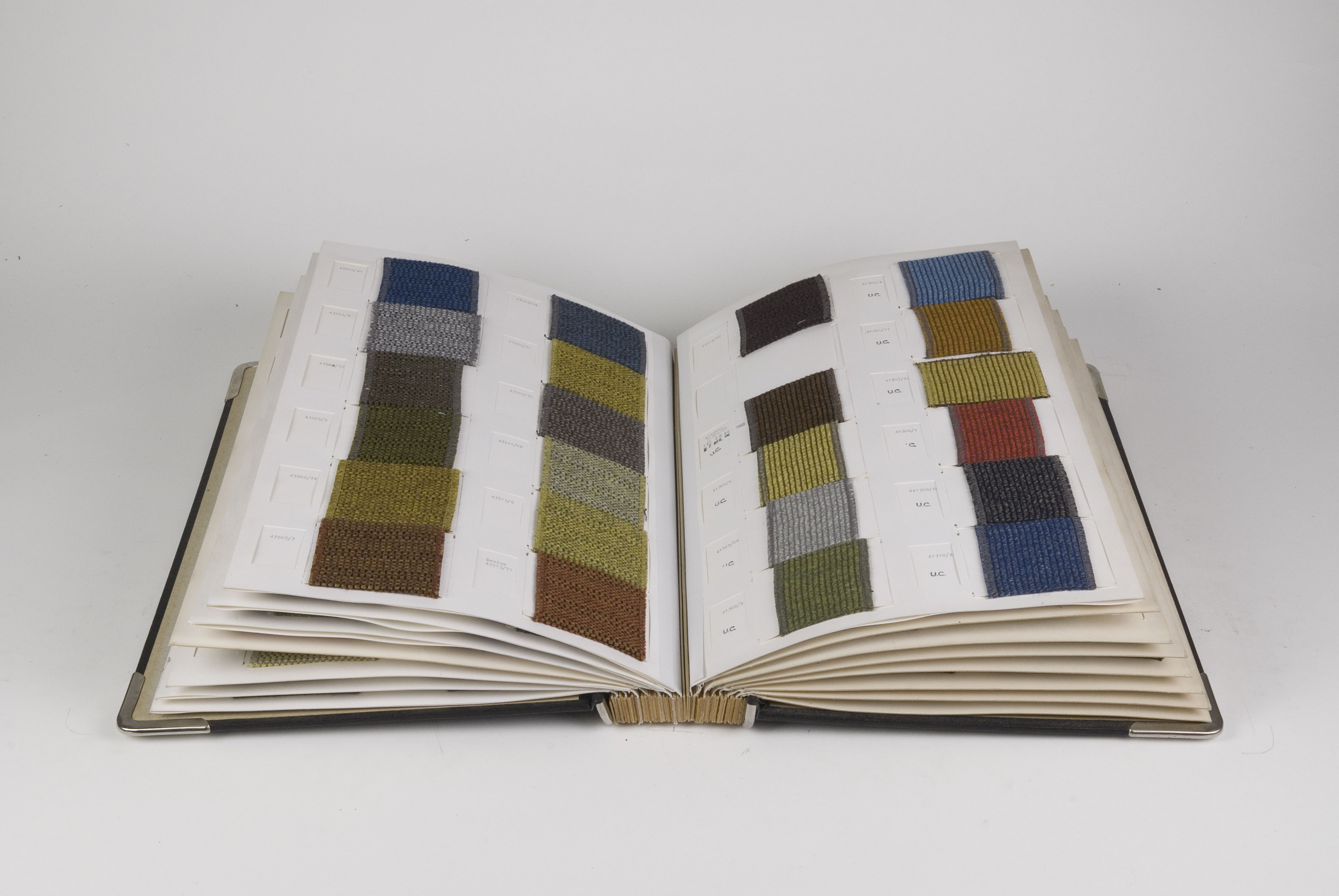
Meubelstoffen, 1961
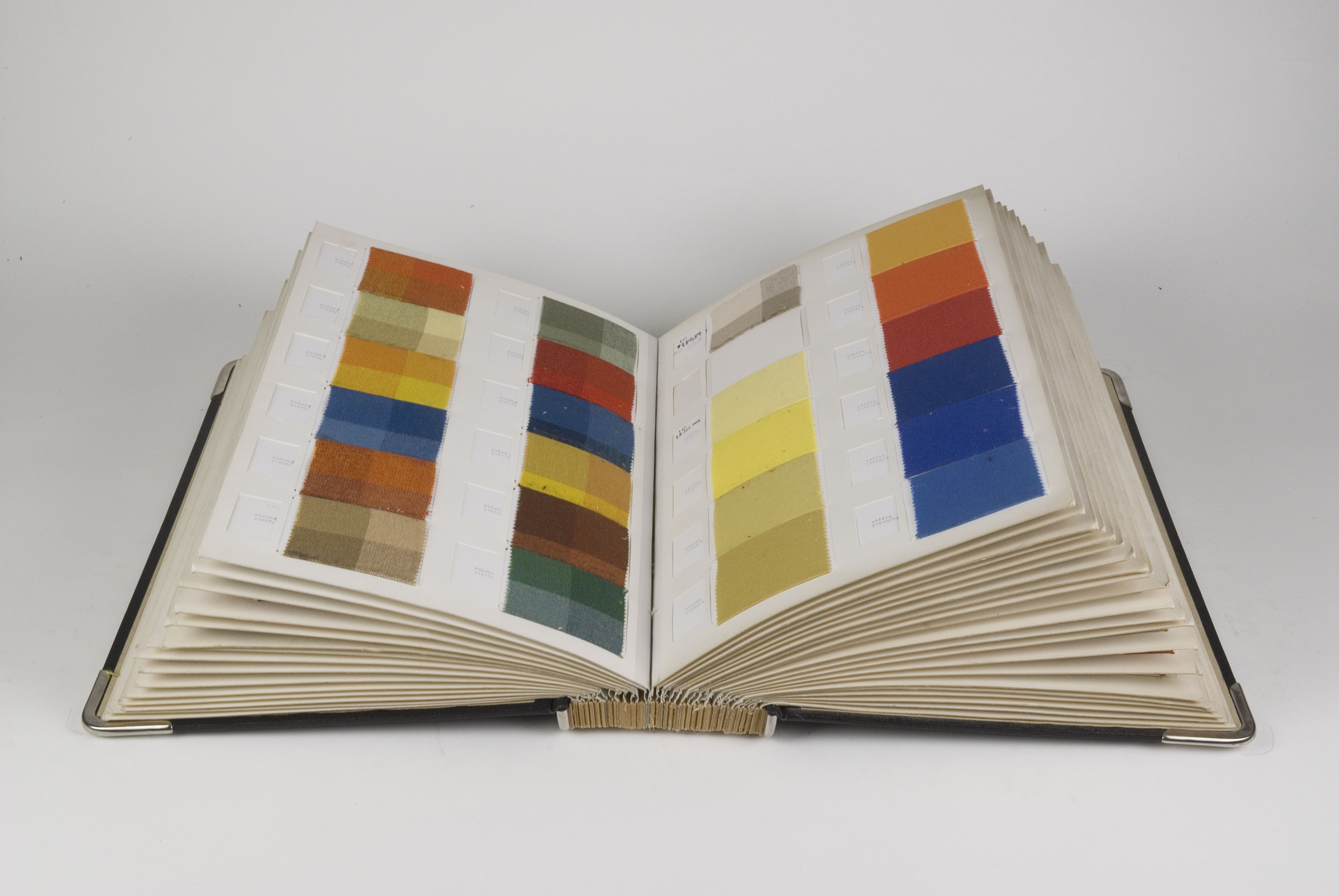
Bontgeweven gordijnstoffen, 1962-67
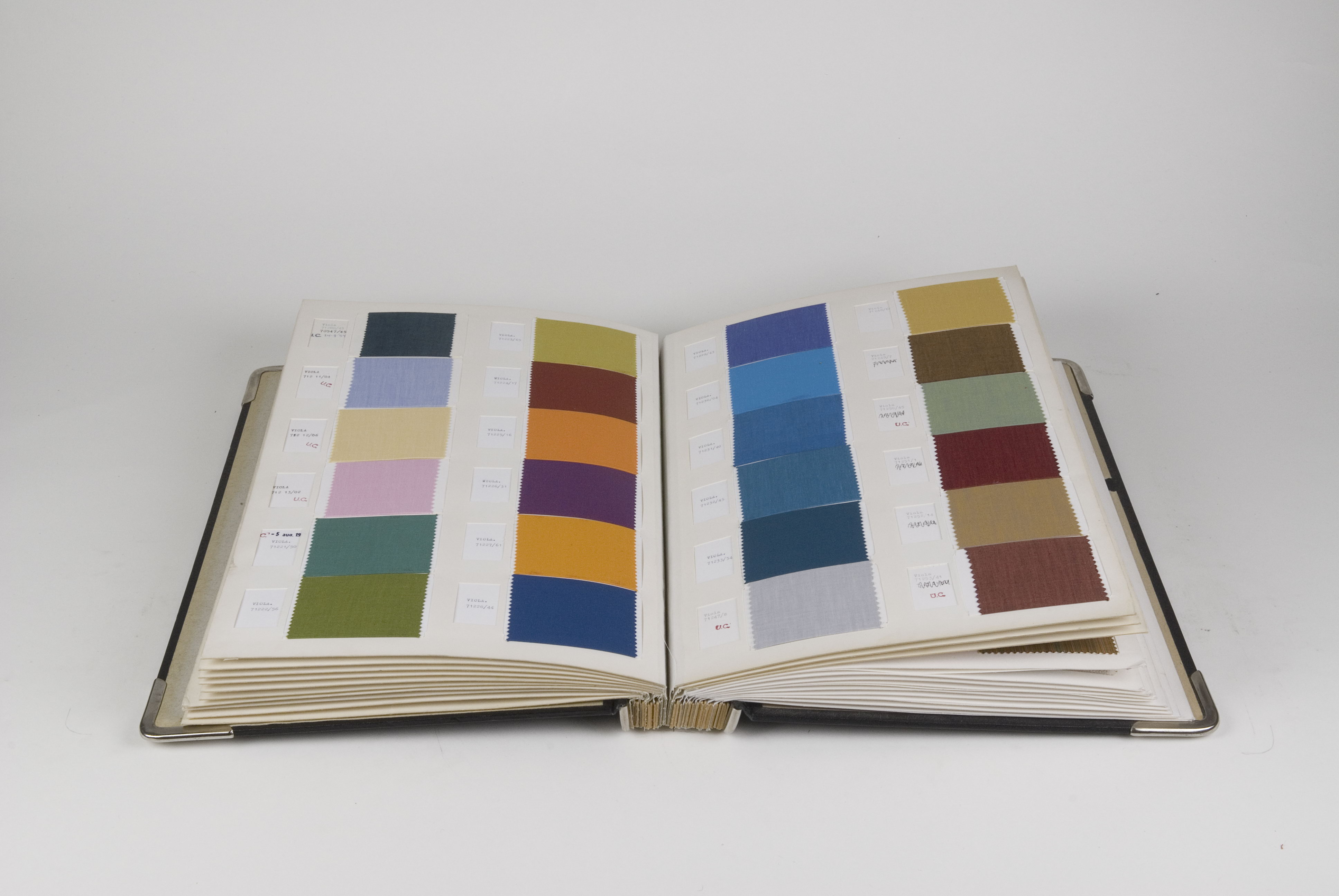
Bontgeweven japonstoffen tot 1970

### Weverij De Ploeg in publieke collecties
Het Stedelijk Museum Amsterdam heeft een aantal tentoonstellingen aan De Ploeg gewijd. In 1963 organiseerde het museum Profiel van Textiel, in 1973 Raamwerk (een expositie met studentenopdrachten voor raamafsluitingen). Ook naar aanleiding van het 65-jarig jubileum van het bedrijf, in 1988-89, hield het museum een tentoonstelling over Weverij De Ploeg; veertien kunstenaars kregen hiervoor een opdracht om een speciaal ontwerp te maken. De tentoonstelling reisde in gewijzigde vorm ook naar het Duits Textielmuseum in Krefeld.
Het Textielmuseum Tilburg organiseerde in 2012 een overzichtstentoonstelling gewijd aan de Ploegstoffen en heeft een grote hoeveelheid foto's, documentatie en stofstalen uit de geschiedenis van Weverij De Ploeg in haar collectie.